# Victorwithius coniger
Victorwithius coniger är en spindeldjursart som först beskrevs av Volker Mahnert 1979.  Victorwithius coniger ingår i släktet Victorwithius och familjen Withiidae. Inga underarter finns listade i Catalogue of Life.